# 暗黑封印
《暗黑封印》為1990年街機动作角色扮演游戏，由Data East公司研發。2018年後官方移植版本於任天堂Switch和PlayStation 4主機的下載商店上市。
《暗黑封印》獨創之處在於採用飛機射擊遊戲的俯視角遊玩一個動作通關遊戲，玩家扮演古代騎士團前往消滅惡魔，並有一個來自東方的忍者角色，在1990年推出時為首創此種遊戲模式。
续作《暗黑封印2》于1992年发行，改用一種偽3D的45度角立體場景，還有絕招為獨特的隨機翻頁魔法系統，在當時刷新了街機遊戲的新模式。2010年Wii主機的遊戲片《Data East Arcade Classics》中收錄该续作。2018年移植任天堂Switch。